# メアリー・エリザベス・ウィンステッド
メアリー・エリザベス・ウィンステッド（Mary Elizabeth Winstead, 1984年11月28日 - ）は、アメリカ合衆国出身の女優。『ファイナル・デッドコースター』や『デス・プルーフ in グラインドハウス』、『遊星からの物体X ファーストコンタクト』、『リンカーン/秘密の書』、『10 クローバーフィールド・レーン』などのホラー映画に多数出演しており、スクリーム・クイーンとして知られている。

## 生い立ち
ウィンステッドは、ベティ・ルー（旧姓：キング）とジェームズ・ロナルド・ウィンステッドの間に生まれた5人兄弟の末っ子である。彼女はノースカロライナ州、ロッキーマウントに生まれた。ウィンステッドは母方の祖父が女優エヴァ・ガードナーのいとこだったと発言している。彼女がわずか5歳の時、一家はユタ州、サンディのソルトレイクシティに引っ越した。ウィンステッドはペルーヴィアン・パーク小学校で優秀な成績で上級クラスに通った。そしてダンサー兼歌手になるためイリノイ州、シカゴのジェフリー・バレットの夏季プログラムに参加した。彼女は国際児童合唱団の一員でもあった。最初はバレリーナを志していたが、10代に入ると身長により断念せざるを得なかった。13歳の時点で背が高すぎることに気付いたという。その後バレリーナとしてのキャリアを生かして役者を目指した。

## キャリア

### 初期の活動
バレリーナをやめて役者を目指すことになった後、ウィンステッドはブロードウェイの『ヨセフ・アンド・ザ・アメージング・テクニカラ―・ドリームコート』にダニー・オズモンドの映画版が公開されているときに出演して、デビューを果たす。ブロードウェイでの短い契約が切れるとウィンステッドは Touched by an Angel や Promised Land などの様々なテレビドラマにゲスト出演するようになる。そして彼女はNBCのソープ・オペラ Passions のジェシカ・ベネット役ではじめてレギュラー出演をする。ウィンステッドは1999年から2000年まで出演しその後他の作品に出演するため降板した。後に「Passionsでは本当に小さな役割だった…だから捕らわれず簡単に離れることができた」と語っている。Passions を降りた後、短命のCBSドラマシリーズ Wolf Lake （2001年～2002年）に出演してティム・マシスンの娘を演じた。このシリーズは10のエピソードで打ち切られた。2004年、ウィンステッドはMTVのテレビ映画『モンスターアイランド』で助演を果たす。2005年の自主コメディ Checking Out には脇役で出演する。そして大きな役をウォルト・ディズニー・ピクチャーズの『スカイ・ハイ』で演じる。この映画にはカート・ラッセルやケリー・プレストン、マイケル・アンガラノ、ダニエル・パナベイカーが出演しており、Rotten Tomatoesで73パーセントの評価、興行的にも成功した。

### 躍進（2006年～2008年）
『スカイ・ハイ』出演後、ウィンステッドは『X-ファイル』を手掛けたホラー・プロデューサーであるジェームズ・ウォンやグレン・モーガンと働くようになる。『ファイナル・デッドコースター』でウェンディ・クリステンセン役でライアン・メリマンと共演して以降コラボレーションが続いた。『ファイナル・デッドコースター』は興行的成功となったがRotten Tomatoesでは45パーセントの評価だった。ウィンステッドはこの映画に出演していたシェラン・シモンズと2004年のMTV映画『モンスターアイランド』で既に共演していた。
ウィンステッドの次の出演は『ファイナル・デッドコール 暗闇にベルが鳴る』だった。この映画でもウォンとモーガンと一緒だった。共演者のクリスタル・ロウとは『ファイナル・デッドコースター』で共演していた。『ファイナル・デッドコール 暗闇にベルが鳴る』はの批評家の反応はさほど良くなかったが、彼女は2007年スクリーム賞のスクリーム・クイーンにノミネートされた。また、ウィンステッドはジェイ・レノの「トゥナイト・ショウ」にも登場した。
同年、ロバート・F・ケネディの人生最後を描いたエミリオ・エステベスの『ボビー』に出演する。ウィンステッドはアンソニー・ホプキンスが出演すると知ってこの映画に興味を持った。『ボビー』には他にもシャイア・ラブーフやハリー・ベラフォンテ、リンジー・ローハン、デミ・ムーア、ウィリアム・H・メイシー、アシュトン・カッチャー、クリスチャン・スレーター、シャロン・ストーンといった有名人が多く出演しており、脚本に対しての批評家の反応は賛否両論だった。この映画は全米映画俳優組合賞キャスト賞にノミネートされ、ハリウッド映画祭で最優秀アンサンブル・キャスト賞を受賞した。
2007年にはクエンティン・タランティーノの『グラインドハウス』の『デス・プルーフ in グラインドハウス』に登場した。『デス・プルーフ in グラインドハウス』はウィンステッドとカート・ラッセルが共演した映画第2作目（『スカイ・ハイ』で初共演）であるが、彼女はロザリオ・ドーソン、トレイシー・トムズ、スタントウーマンゾーイ・ベルとシーンを撮影しただけだった。『グラインドハウス』は公開後、肯定的な意見が多かったが興行的に振るわなかった 。
『デス・プルーフ in グラインドハウス』の後、『ダイ・ハード4.0』で父親ジョン・マクレーンと疎遠になった娘ルーシーの役を獲得する。他にジェシカ・シンプソンなどが候補に上がっていた。ここではブルース・ウィリス、ジャスティン・ロング、ティモシー・オリファントと共演し興行的にも評価的にも成功を収めた。

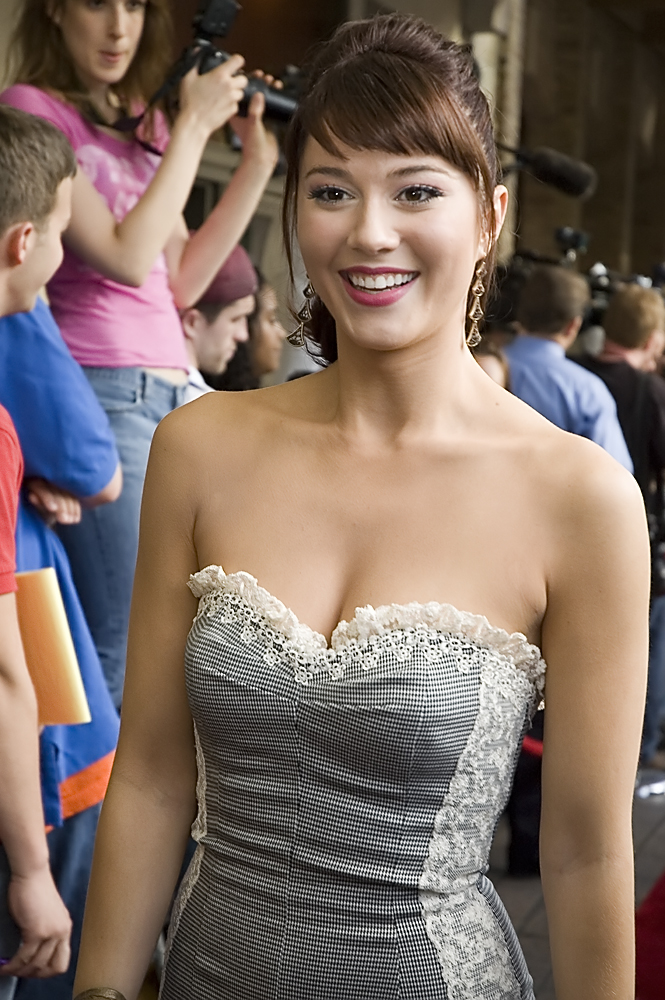
2007年3月、テキサス州オースティンで行われた『グラインドハウス』のプレミアでのウィンステッド

2008年、映画版『ジャスティス・リーグ』でのワンダーウーマン役でテストを受けた。ダンス映画『メイク・イット・ハプン!』では主演を務める。『メイク・イット・ハプン!』はアメリカでは公開されずオリジナルビデオとなり、イギリスでは興行的に振るわなかった。それでもダンサーになることを夢見ていたウィンステッドにとってこの映画は大きな意味をもった。

### 有名に（2010年～現在）
2010年、ウィンステッドはエドガー・ライト監督の、コミック Sccot Pilgrim の映画版『スコット・ピルグリム VS. 邪悪な元カレ軍団』でマイケル・セラと共演する。撮影は2009年3月から9月まで行われた。彼女は役のために2ヵ月ほど訓練してスタントをほとんど自分で行った。2010年に映画が公開されると批評家から賞賛されたが収入は悪かった。DVDが発売されるとアメリカでは好成績を記録した。ウィンステッドの演技は評価されティーン・チョイス・アワードのチョイス・アクトレス・アクションにノミネートされた。
2010年2月、ウィンステッドは『遊星からの物体X』の前日談に古生物学者ケイト・ロイド博士役で出演が決まった。監督はマシーズ・ヴァン・ヘイニンゲン・ジュニア。この映画は2011年10月14日に公開された。ウィンステッドはこの役を演じるにあたって神経科医である姉妹を参考にした。批評家は彼女の映画でのパフォーマンスを誉めた。
ウィンステッドはまた、『ダイ・ハード』シリーズ第5弾でルーシー・マクレーンを演じることに関心を示している。なお、詳細は不明だが『ザ・リング』の続編（暫定的なタイトルは The Ring 3D）に出演するとも噂されている。
2010年には、ロマンティック・コメディ The F-Word のテストを受けケイシー・アフレックとの共演が囁かれていた。だが2012年7月17日、この映画の主演はダニエル・ラドクリフとゾーイ・カザンに決定した。2011年10月6日のインタビューではダイ・ハードの続編への出演について「出演しないと思うわ。何も聞いていないし」と答えている。2012年2月22日、続編『ダイ・ハード/ラスト・デイ』はジェイ・コートニー演じるマクレーンの息子に焦点を当てた作品であることが明らかになった。また『アメイジング・スパイダーマン』でヒロインのテストを受け、マット・デイモン主演、ベンジャミン・ミーの自伝小説の映画版『幸せへのキセキ』の候補にも挙がった。だがどちらにも選ばれず、それぞれエマ・ストーンとスカーレット・ヨハンソンに決定した。
2011年2月17日、ベンジャミン・ウォーカー主演『リンカーン/秘密の書』でウィンステッドがメアリー・トッド・リンカーンを演じることが発表された。この映画は『ウォンテッド』のティムール・ベクマンベトフが監督し、アメリカで2012年に公開されると賛否両論の評価を得た。
ウィンステッドはジョス・ウィードンの『アベンジャーズ』においてマリア・ヒル役の候補になっていたが、最終的にコビー・スマルダーズが選ばれた。
同年9月21日、ジェームズ・ポンソールド監督の自主映画『スマッシュド 〜ケイトのアルコールライフ〜』でアーロン・ポールとの共演が明らかになった。ウィンステッドは出演シーンをわずか19日で撮り終えた。81分のこの映画は2012年のサンダンス映画祭で上映された。ここでは優れた自主制作ドラマへの特別審査員賞が贈られた。2012年2月5日、ソニー・ピクチャーズ クラシックスが映画化権を取得 したことが報道され8月8日に、2012年10月12日公開が発表された。
2011年10月28日、ロマン・コッポラの A Glimpse Inside the Mind of Charles Swan III への出演が明らかになった。2013年2月公開予定のこの映画で、『スコット・ピルグリム VS. 邪悪な元カレ軍団』のジェイソン・シュワルツマンとオーブリー・プラザとの再共演を果たす。この映画には他にチャーリー・シーン、ビル・マーレイ、キャサリン・ウィニック、マキシン・バーンズが出演する。
2012年3月1日、ウィンステッドがコメディ映画 A.C.O.D. に参加することがわかった。共演者にはアダム・スコット、リチャード・ジェンキンス、ジェーン・リンチ、ジェシカ・アルバ、キャサリン・オハラがいる。
ウィンステッドは『ダイ・ハード/ラスト・デイ』には関与していないと話していたが、8月7日に出演することが明らかになった。9月12日、カメオ出演のウィンステッドは1日で出演シーンを撮り終えた。

## 私生活
テキサス州オースティン出身の映画監督・TV脚本家ライリー・スターンズと結婚。2人は彼女が18歳の時に出会い、2010年に結婚した。2017年に離婚。その後、同年頃から俳優のユアン・マクレガーと交際し、2021年に男児を出産した。
音楽について、バット・フォー・ラッシーズ、フランスの大衆音楽（特にフランス・ギャル）、ミーウィズアウトユー、シャングリラス、ザ・シュレルズ、ロイ・オービソン、ザ・エックス・エックス、ベン・E・キングの「スタンド・バイ・ミー」が好きだと述べている。また "ホラー映画の大ファンで（中略）見るといつも興奮して熱中してしまう。『シャイニング』に『エイリアン』、『ローズマリーの赤ちゃん』は私が初めて見たホラー映画で、今ではお気に入りの3本になっている" と発言している。
2014年iCloudからの著名人プライベート写真大量流出事件の被害者である。何年も前に夫と自宅でのプライベートな時間に撮影したものであることを認め、かつ何年も前に削除した写真だと話している。

## フィルモグラフィー

### 映画
| 年   | 邦題/原題 | 役名                                   | 備考 | 吹き替え     |
| ---- | --- | -------------------------------------- | --- | ------------ |
| 2005 | ザ・リング2 The Ring Two                                                                                          | 若き日のエヴリン                       | | N/A          |
| 2005 | スカイ・ハイ Sky High                                                                                             | グウェンドリン・“グウェン”・グレイソン | | 山田里奈     |
| 2006 | ファイナル・デッドコースター Final Destination 3                                                                  | ウェンディ・クリステンセン             | | 林真里花     |
| 2006 | ボビー Bobby | スーザン・テイラー                     | 放送映画批評家協会賞 ベストキャスト賞 ノミネート 全米映画俳優組合賞キャスト賞 ノミネート                     | 林真里花     |
| 2006 | ファイナル・デッドコール 暗闇にベルが鳴る Black Christmas                                                         | ヘザー・リー＝フィッツジェラルド       | | N/A          |
| 2006 | ファクトリー・ガール Factory Girl                                                                                 | イングリッド・スーパースター           | | N/A          |
| 2007 | グラインドハウス：デス・プルーフ in グラインドハウス Grindhouse: Death Proof                                      | リー・モンゴメリー                     | | 加藤優子     |
| 2007 | ダイ・ハード4.0 Live Free or Die Hard                                                                             | ルーシー・ジェネロ＝マクレーン         | | 園崎未恵     |
| 2008 | メイク・イット・ハプン! Make It Happen                                                                            | ローリン・カーク                       | | 長沢美樹     |
| 2010 | スコット・ピルグリム VS. 邪悪な元カレ軍団 Scott Pilgrim vs. the World                                             | ラモーナ・ヴィクトリア・フラワーズ     | IGN映画賞: 最優秀アンサンブル・キャスト ノミネート ティーン・チョイス・アワード: アクション女優賞 ノミネート | 本田貴子     |
| 2011 | 遊星からの物体X ファーストコンタクト The Thing                                                                    | ケイト・ロイド                         | | 本田貴子     |
| 2012 | スマッシュド 〜ケイトのアルコールライフ〜 Smashed                                                                 | ケイト・ハンナ                         | 配信スルー                                                                                                   | N/A          |
| 2012 | リンカーン/秘密の書 Abraham Lincoln: Vampire Hunter                                                               | メアリー・トッド・リンカーン           | | 相武紗季     |
| 2012 | チャールズ・スワン三世の頭ン中 A Glimpse Inside the Mind of Charles Swan lll                                      | ケイト                                 | | N/A          |
| 2013 | いま、輝くときに The Spectacular Now                                                                              | ホリー                                 | | N/A          |
| 2013 | ファミリー・アゲイン/離婚でハッピー!? なボクの家族 A.C.O.D.                                                       | ローレン・スティンガー                 | | N/A          |
| 2013 | ダイ・ハード/ラスト・デイ A Good Day to Die Hard                                                                  | ルーシー・ジェネロ＝マクレーン         | | 園崎未恵     |
| 2014 | Alex of Venice | アレックス                             | | N/A          |
| 2015 | Faults | Claire                                 | | N/A          |
| 2016 | スイス・アーミー・マン Swiss Army Man                                                                             | サラ・ジョンソン                       | | 岸本百恵     |
| 2016 | 最高の家族の見つけかた The Hollars                                                                                | グウェン                               | | まつだ志緒理 |
| 2016 | 10 クローバーフィールド・レーン 10 Cloverfield Lane                                                               | ミシェル                               | | 林真理花     |
| 2018 | ニーナのすべて All About Nina                                                                                     | ニーナ・ゲルド                         | 配信スルー                                                                                                   | TBA          |
| 2019 | The Parts You Lose                                                                                                | Gail                                   | | N/A          |
| 2019 | ジェミニマン Gemini Man                                                                                           | ダニー・ザカレウスキー                 | | 菅野美穂     |
| 2020 | ハーレイ・クインの華麗なる覚醒 BIRDS OF PREY Birds of Prey (and the Fantabulous Emancipation of One Harley Quinn) | ヘレナ・バーティネリ / ハントレス      | | 鷄冠井美智子 |
| 2021 | ケイト Kate | ケイト                                 | Netflixオリジナル映画                                                                                        | 本田貴子     |

### テレビ
| 年        | 邦題/原題                                                   | 役名                                | 備考                        | 吹き替え           |
| --------- | ----------------------------------------------------------- | ----------------------------------- | --------------------------- | ------------------ |
| 1999-2000 | Passions                                                    | Jessica Bennett                     | 計89話出演                  | N/A                |
| 2001      | Wolf Lake                                                   | Sophia Donner                       | 計9話出演                   | N/A                |
| 2004      | モンスターアイランド Monster Island                         | マディソン                          | テレビ映画                  | TBA                |
| 2004      | トゥルー・コーリング Tru Calling                            | ブリジット・エルキンス              | 第1シーズン第8話「精算」    | TBA                |
| 2016      | ブレイン・デッド BrainDead                                  | ローレル・ヒーリー                  | 主演、計13話出演            | （吹き替え版なし） |
| 2016-2017 | Mercy Street                                                | Mary Phinney                        | メインキャスト              | N/A                |
| 2017      | FARGO/ファーゴ Fargo                                        | ニッキ・スワンゴ                    | メインキャスト（シーズン3） | 行成とあ           |
| 2023      | アソーカ Ahsoka                                             | ヘラ・シンドゥーラ                  |                             | 宮島依里           |
| 2023      | スコット・ピルグリム テイクス・オフ Scott Pilgrim Takes Off | ラモーナ・フラワーズ / 未来ラモーナ | 声の出演                    | ファイルーズあい   |
| 2024      | モスクワの伯爵 A Gentleman in Moscow                        | アンナ・アーバノヴァ                | メインキャスト              | 木下紗華           |

### その他
・ラブ、デス&ロボット（Netflix）（2019年） - ゲイル役（「氷河時代」）